# Dinocloniales
Dinocloniales es un orden de organismos unicelulares de la superclase Dinoflagellata, clase Dinophyceae. Corresponden dos géneros en una familia.

## Dinocloniaceae
Familia de organismos unicelulares del orden de los Dinocloniales de la superclase Dinoflagellata, clase Dinophyceae.
Géneros Dinoclonium
Dinothrix
- Datos: Q5807451